# Oborzyska Stare (gromada)
Oborzyska Stare – dawna gromada, czyli najmniejsza jednostka podziału terytorialnego Polskiej Rzeczypospolitej Ludowej w latach 1954–1972.
Gromady, z gromadzkimi radami narodowymi (GRN) jako organami władzy najniższego stopnia na wsi, funkcjonowały od reformy reorganizującej administrację wiejską przeprowadzonej jesienią 1954 do momentu ich zniesienia z dniem 1 stycznia 1973, tym samym wypierając organizację gminną w latach 1954–1972.
Gromadę Oborzyska Stare z siedzibą GRN w Oborzyskach Starych (obecnie Stare Oborzyska) utworzono – jako jedną z 8759 gromad na obszarze Polski – w powiecie kościańskim w woj. poznańskim, na mocy uchwały nr 26/54 WRN w Poznaniu z dnia 5 października 1954. W skład jednostki weszły obszary dotychczasowych gromad Betkowo, Jasień, Oborzyska Stare i Słonin ze zniesionej gminy Czempiń oraz obszary dotychczasowych gromad Kawczyn i Oborzyska Nowe (bez obszaru włączonego do miasta Kościana) ze zniesionej gminy Kościan – w tymże powiecie. Dla gromady ustalono 16 członków gromadzkiej rady narodowej.
Gromadę zniesiono 1 stycznia 1960, a jej obszar włączono do gromady Kiełczewo w tymże powiecie.